# Tři mušketýři: Milady
Tři mušketýři: Milady (v originále Les Trois Mousquetaires : Milady) je francouzsko-německo-španělsko-belgický hraný film z roku 2023, který režíroval Martin Bourboulon podle stejnojmenného románu Alexandra Dumase. Snímek měl světovou premiéru na Festivalu Varilux de Cinema Francês dne 18. listopadu 2023. Jedná se o pokračování filmu Tři mušketýři: D'Artagnan.

## Děj
Constance je unesena přímo před D'Artagnanovýma očima. Ve zběsilé honbě za její záchranou je mladý mušketýr nucen spojit se s tajemnou Milady de Winter. Když Ludvík XIII. vyhlásí válku hugenotům, Athos, Porthos a Aramis se připojí k frontě u La Rochelle. Strašné tajemství z minulosti navíc rozbije všechna dosavadní spojenectví.

## Obsazení
| François Civil      | D'Artagnan                         |
| Vincent Cassel      | Athos                              |
| Romain Duris        | Aramis                             |
| Pio Marmaï          | Porthos                            |
| Eva Greenová        | Milady de Winter                   |
| Lyna Khoudri        | Constance Bonacieux                |
| Louis Garrel        | Ludvík XIII.                       |
| Vicky Kriepsová     | Anna Rakouská                      |
| Jacob Fortune-Lloyd | vévoda z Buckinghamu               |
| Éric Ruf            | kardinál Richelieu                 |
| Marc Barbé          | kapitán de Tréville                |
| Patrick Mille       | hrabě de Chalais                   |
| Ralph Amoussou      | Aniaba                             |
| Julien Frison       | Gaston Orleánský                   |
| Dominique Valadié   | Marie Medicejská                   |
| Camille Rutherford  | Mathilde d'Herblay                 |
| Thibault Vinçon     | Horace Saint Blancard              |
| Alexis Michalik     | Villeneuve de Radis                |
| Gabriel Almaer      | Benjamin de La Fère, Athosův bratr |